# Маук Вебер
Бартоломеус Мауриц Маук Вебер (Хаг, 1. март 1914 — Хаг, 14. април 1978) био је холандски фудбалски дефанзивац који је играо за Холандију на светским првенствима 1934. и 1938. године. Играо је и за АДО Ден Хаг.